# 久貝正典
久貝 正典（くがい まさのり、文化3年（1806年） - 慶応元年6月14日（1865年7月15日））は、幕末の江戸幕府旗本。旗本久貝正満の子。通称・甚三郎、官位は因幡守、河内守、遠江守。養翠と号した。正室、継室とも有馬誉純の娘。子に久貝正章、林忠交正室。弟に安政の大獄の時京都町奉行だった小笠原長常がいる。

## 経歴
石高は5500石。文政10年（1827年）寄合火事場見廻、文政13年（1830年）火消役、天保6年（1835年）小普請組支配、天保7年（1836年）小姓組番頭、天保9年（1838年）書院番頭、天保12年（1841年）大番頭を歴任。安政2年（1855年）講武所総裁を兼ね（同役に池田長顕）、安政3年（1856年）留守居。安政5年（1858年）大目付となる。
安政の大獄では五手掛（他に北町奉行石谷穆清、寺社奉行松平宗秀（本庄宗秀）、勘定奉行池田頼方、目付神保長興）として処断に関与。安政7年（1860年）御側御用取次に転じ、同年起こった桜田門外の変では吟味役を務めた。しかし吟味に不手際があったとされ、文久2年（1862年）2000石減封の上、免職隠居となった。
元治元年（1864年）講武所奉行に復職し、翌慶応元年（1865年）没収所領のうち1000石を回復するも、同年没した。遺領は正章が継いだ。
木村芥舟は正典を「その身軀偉大にして、才職衆に過絶す」と評している。墓所は東京都豊島区の白泉寺。
小林歌城に師事し和歌を学ぶ。
- 「あめつちとともにうこかぬ岩かねに万代かかれ滝のしら糸」（天保15年（1844年）領地にある源氏滝にて）

菊池容斎とも交流があり、窮乏していた容斎に其の絵の才能を見込んで資金援助したと言われる。静嘉堂文庫にある「阿房宮図」など3点は正典の依頼で描かれた。

## 登場作品
テレビドラマ
- 『篤姫』（2008年、NHK大河ドラマ、演：藤木孝）